# Festival Aéreo de Barcelona
El Festival Aéreo de Barcelona, conocido como Festa al Cel («Fiesta en el Cielo» en catalán), es un festival aéreo que se celebra anualmente en el mes de septiembre en las playas de Barcelona, España. con motivo de las Fiestas de la Mercè. En el año 2013 el festival no se pudo celebrar en Barcelona, pero se recupera el 28 de septiembre de 2014 en las playas de Mataró (Barcelona), una localidad costera situada 25 km al norte de la capital catalana.
En Mataró se celebró los años 2014 y 2015, organizado por el Ayuntamiento de Mataró. 
En el año 2016 la organización del festival en Mataró fue cancelado por motivos económicos, debido al elevado coste que tenía para las arcas municipales. El coste de la organización se elevaba por las enormes medidas de seguridad que debían aplicarse, tanto en cierres de la vía de ferrocarril, los accesos, los preventivos médicos, como en vigilancia pública y privada para garantizar la seguridad de los asistentes (que en 2015 ascendió a más de 100.000 personas). 
Una vez anunciado la no realización del festival en Mataró, el año 2016 no puedo celebrarse por el escaso tiempo restante para buscar una nueva localización y patrocinios que hicieran frente la organización.
A finales de 2016, la localidad turística de Santa Susanna (Barcelona), se propone para albergar el festival en su población, con la colaboración de la indústria hotelera y como motivo de atracción turística para final de temporada de playa. 
En junio de 2017, Protección Civil anuncia que no dará los permisos necesarios al Ayuntamiento de Santa Susanna para la organización del Festival porque no cumple las medidas de seguridad necesarias. El mes de julio, el propio Ayuntamiento hace público la no realización del festival por no contar con los permisos necesarios y nuevamente queda sin ubicación, pero finalmente se celebrará durante los días 23-24 de septiembre.
Antes por las fiestas de la Merced se hacían exhibiciones de cometas en las playas de Barcelona.
En 1992 surgió la idea de llevar aviones a radio control, y tras el gran éxito de éstos, el año siguiente se comenzaron a realizar exhibiciones con aviones del Aero Club Barcelona-Sabadell. Hasta la actualidad el festival ha crecido notablemente.
Desde el año 2005 hasta el 2008 se celebró en el Parque del Fórum.
En él participan distintas organizaciones tales como el Ejército del Aire Español, la Armada Española, campeones de vuelo acrobático realizando maniobras aéreas acrobáticas y participantes civiles y militares.

## Galería de imágenes

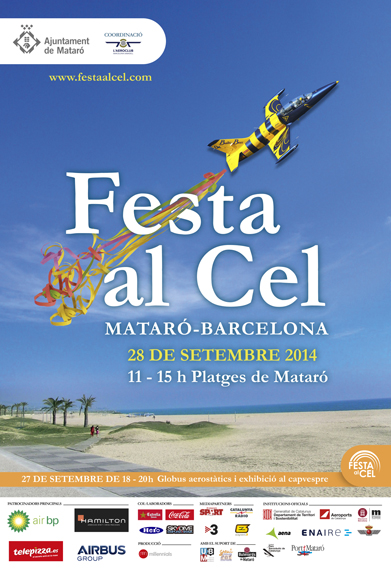
Fiesta del Cielo 28 de septiembre, Playas de Mataró

2005

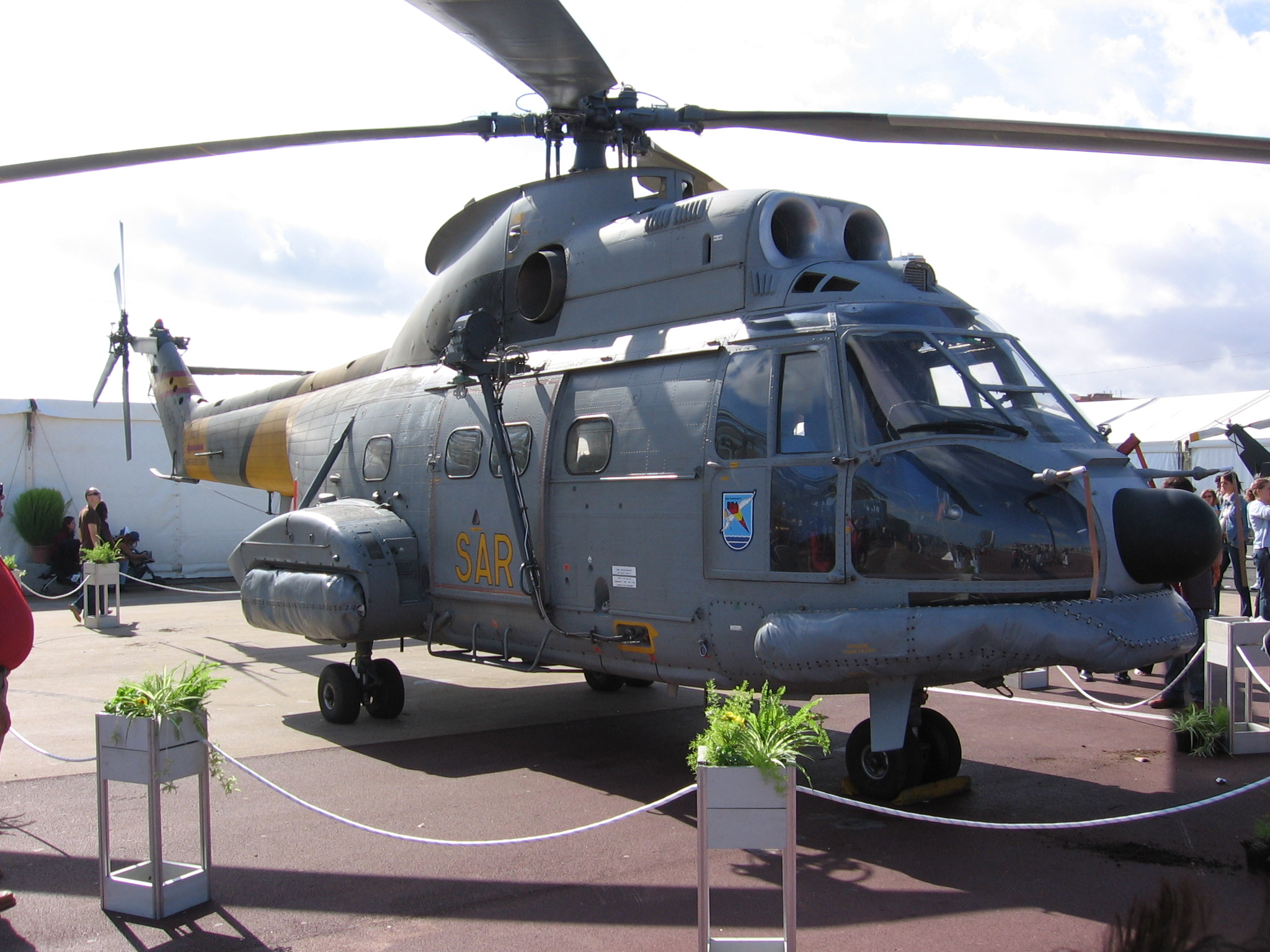
SA 330 Puma SAR.
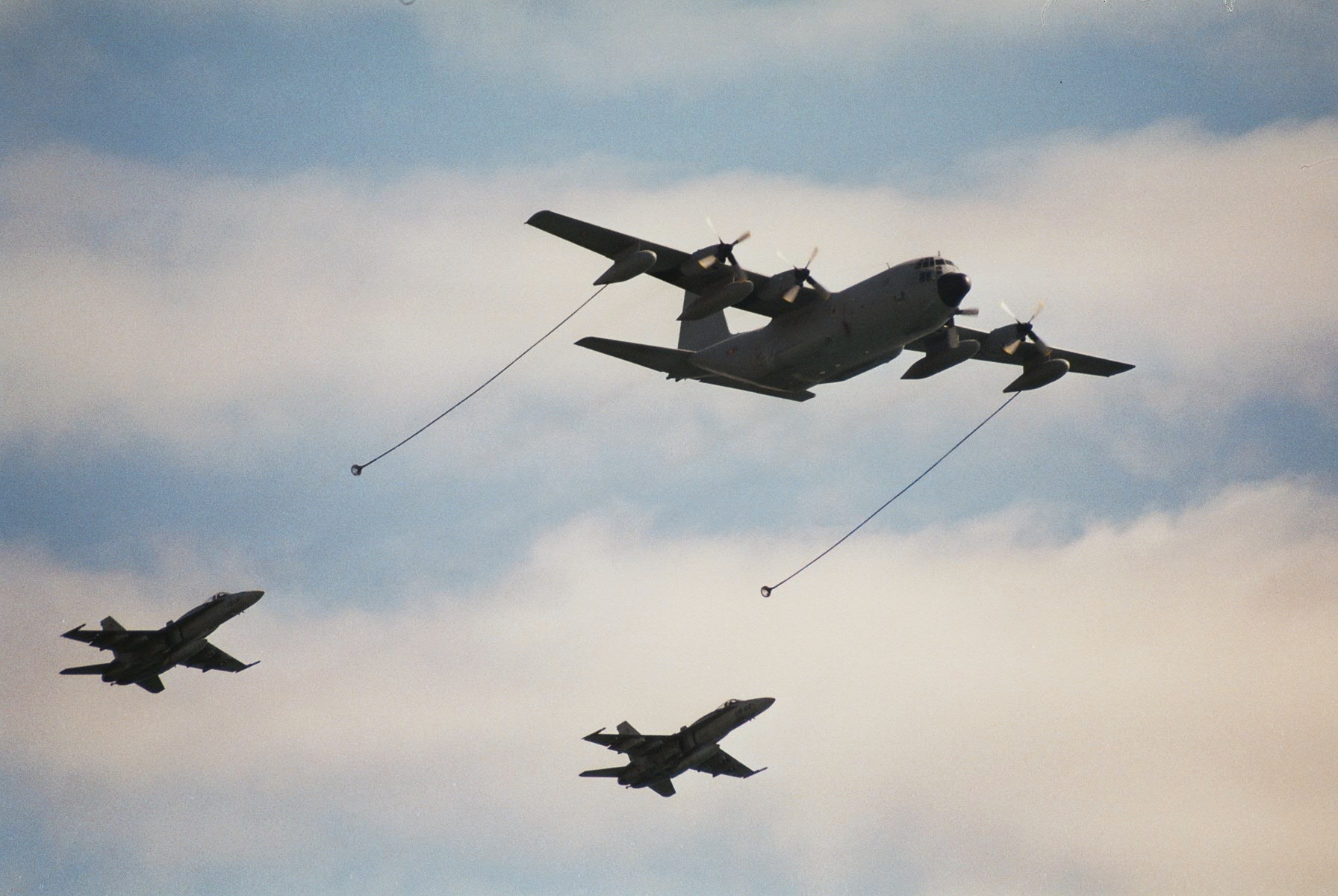
Simulación de reabastecimiento en vuelo de un KC-130 Hercules con dos EF-18.

2006

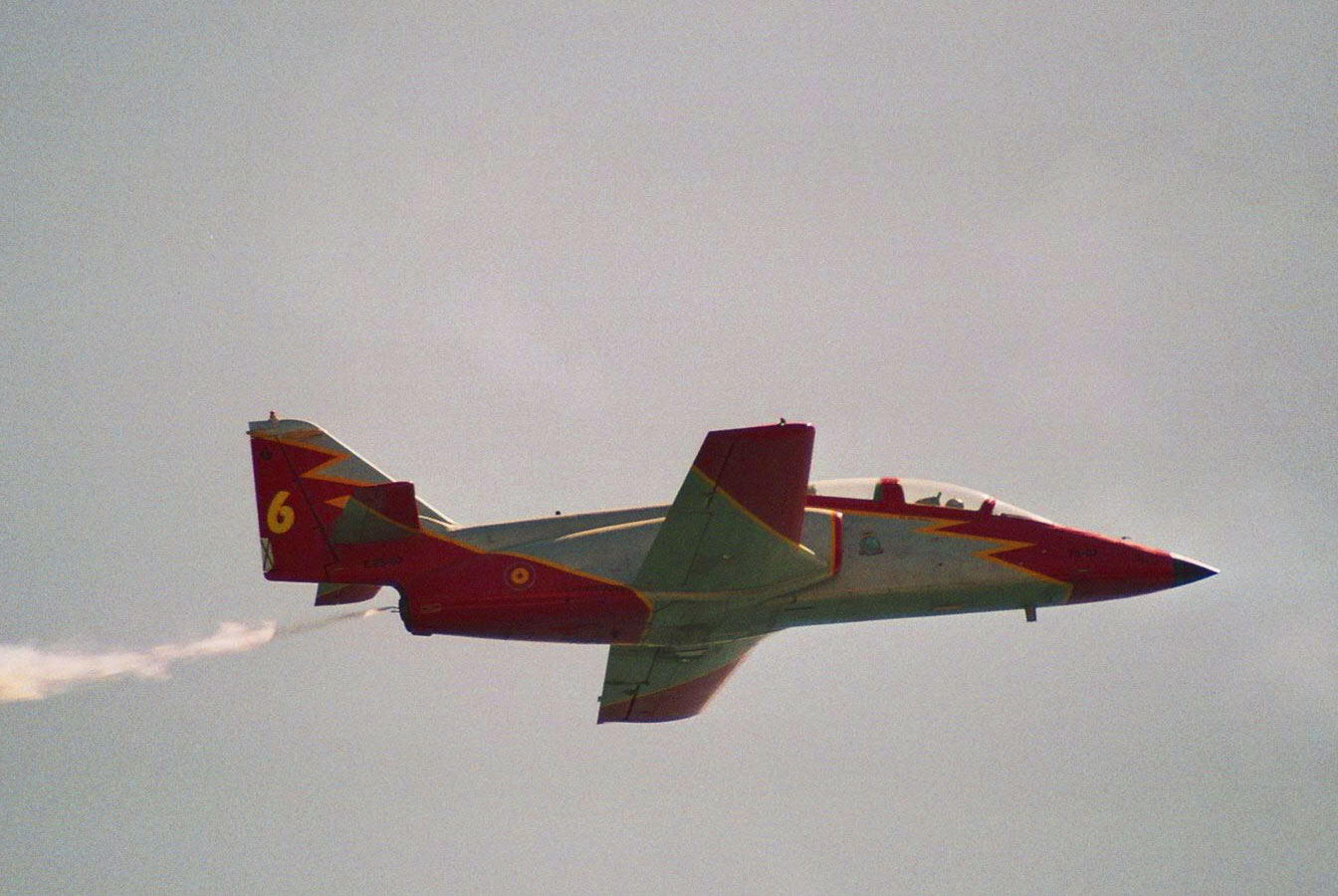
Patrulla Águila.
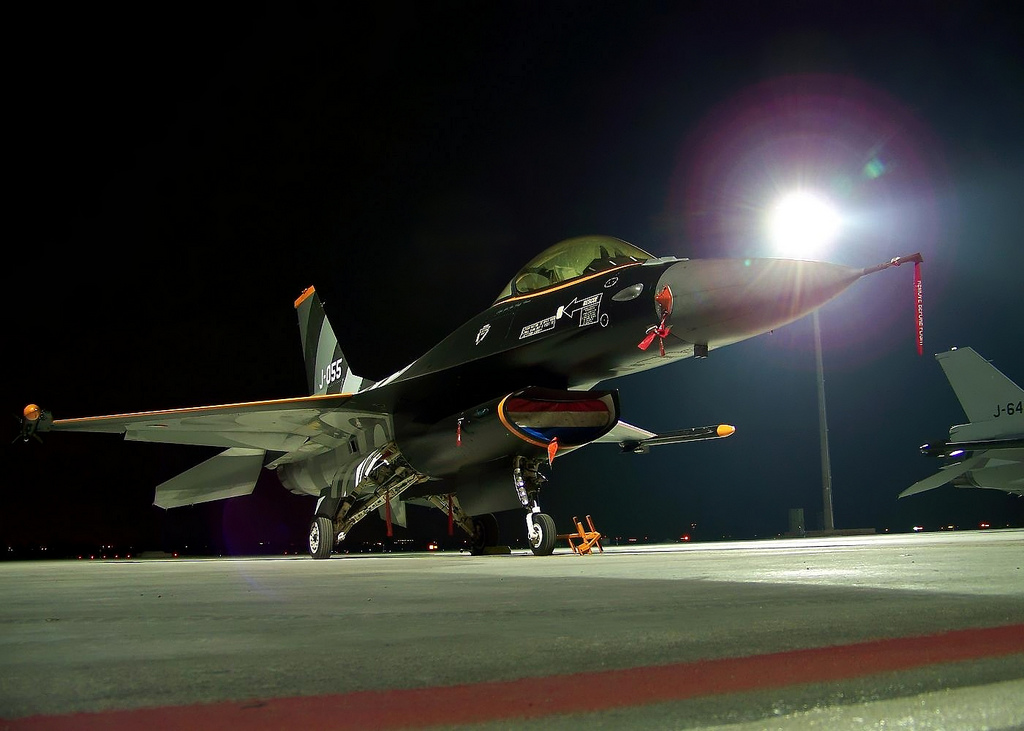
F-16 Solo Display Team neerlandés.

2008

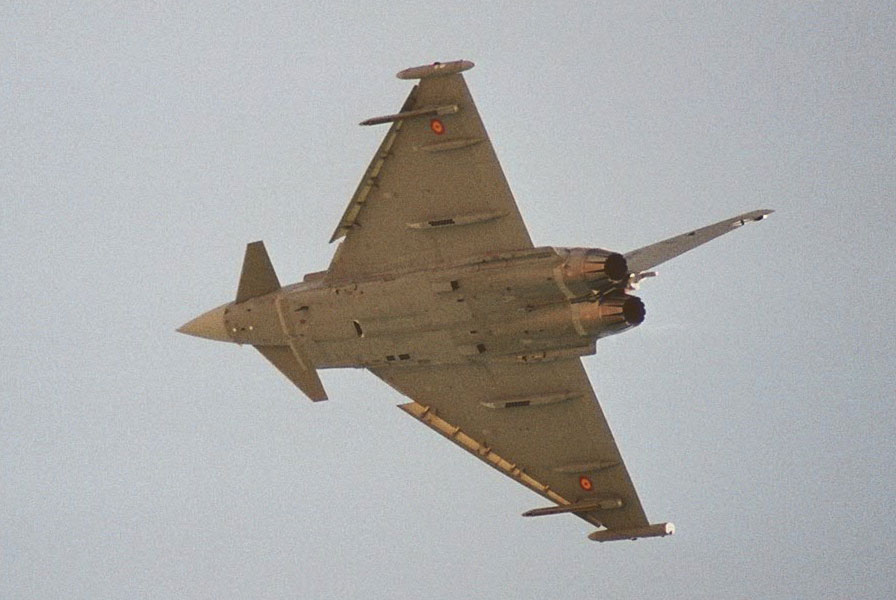
Eurofighter Typhoon español.

2010

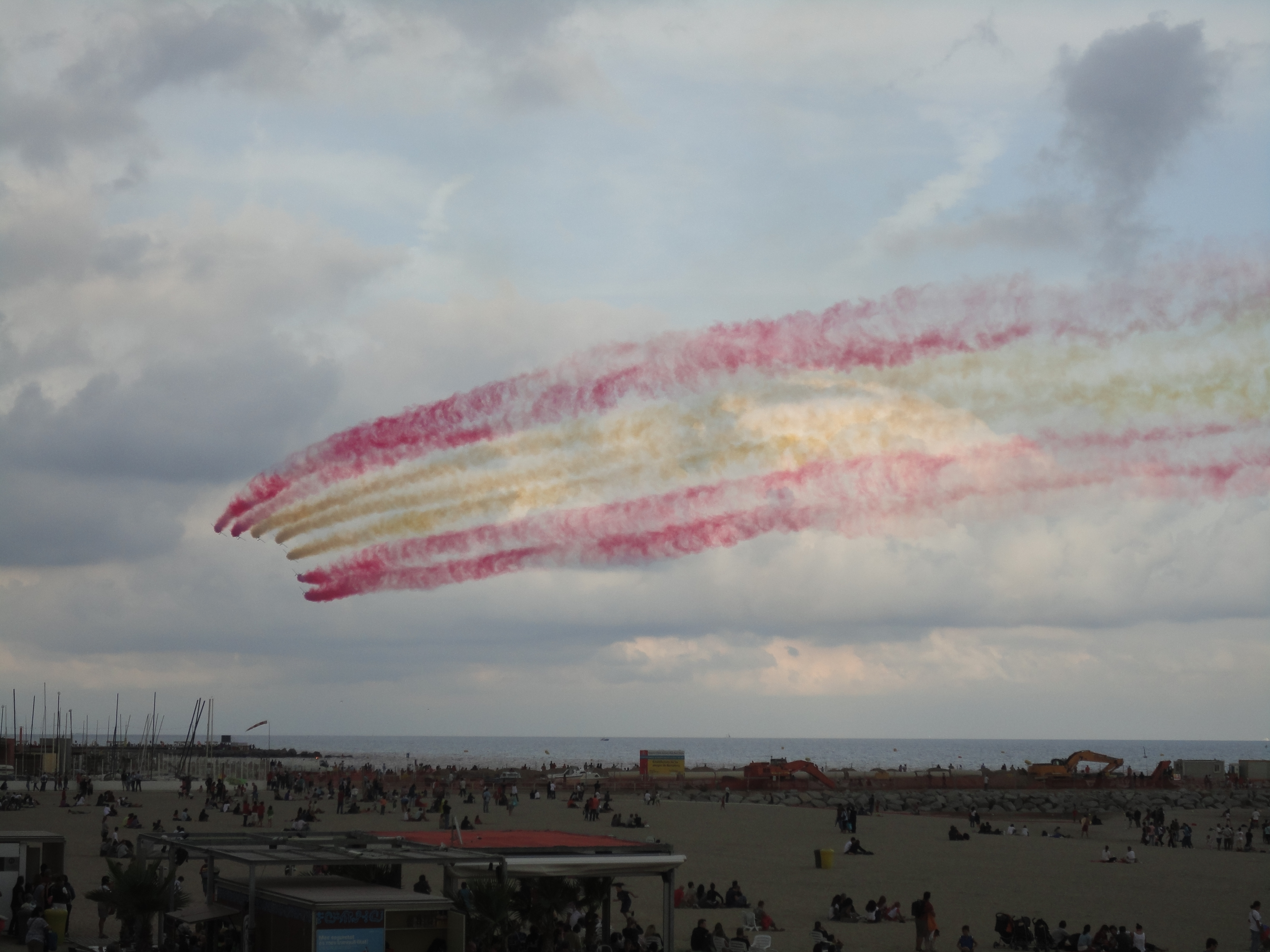
Patrulla Águila.
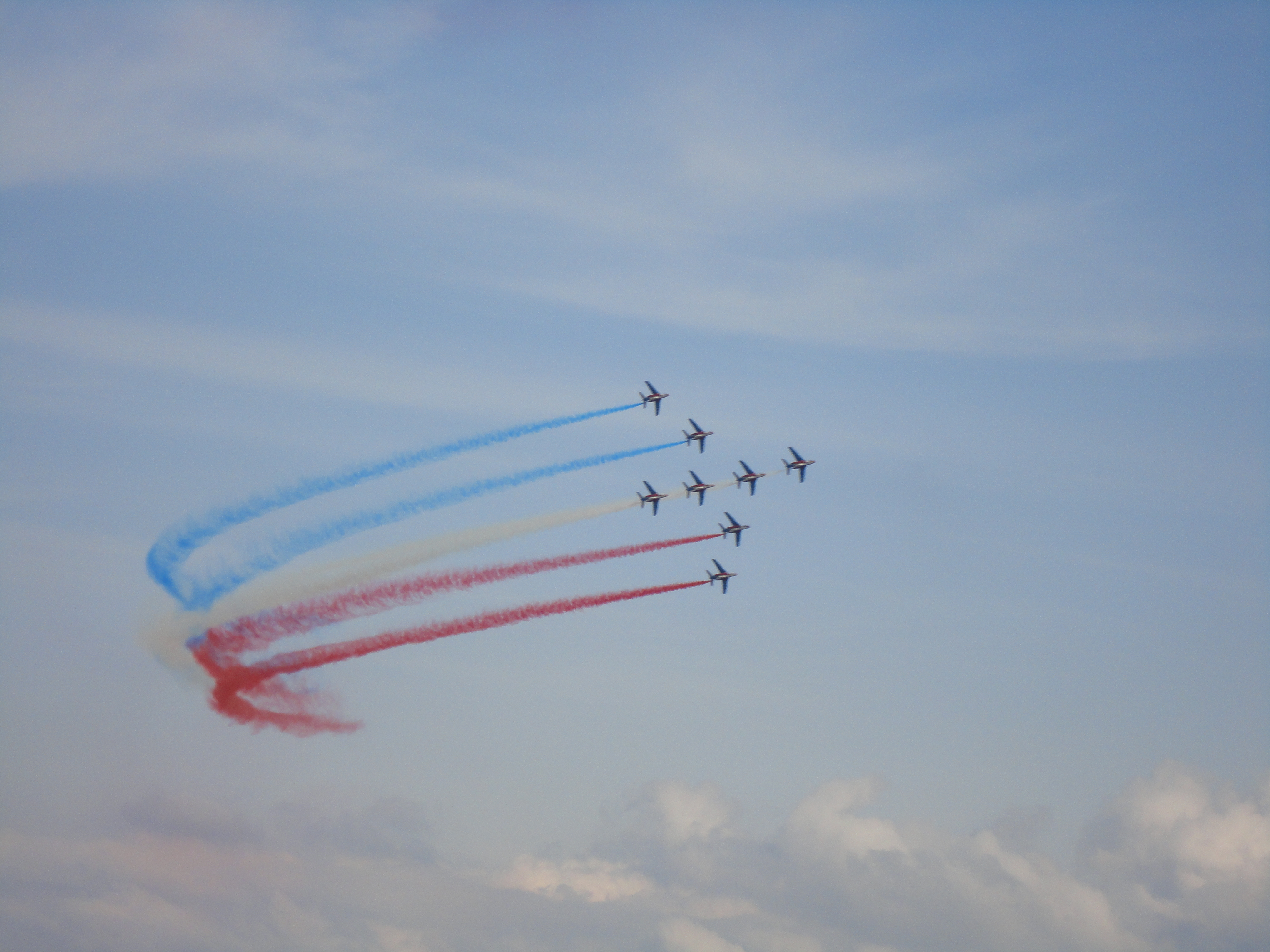
Patrouille de France.
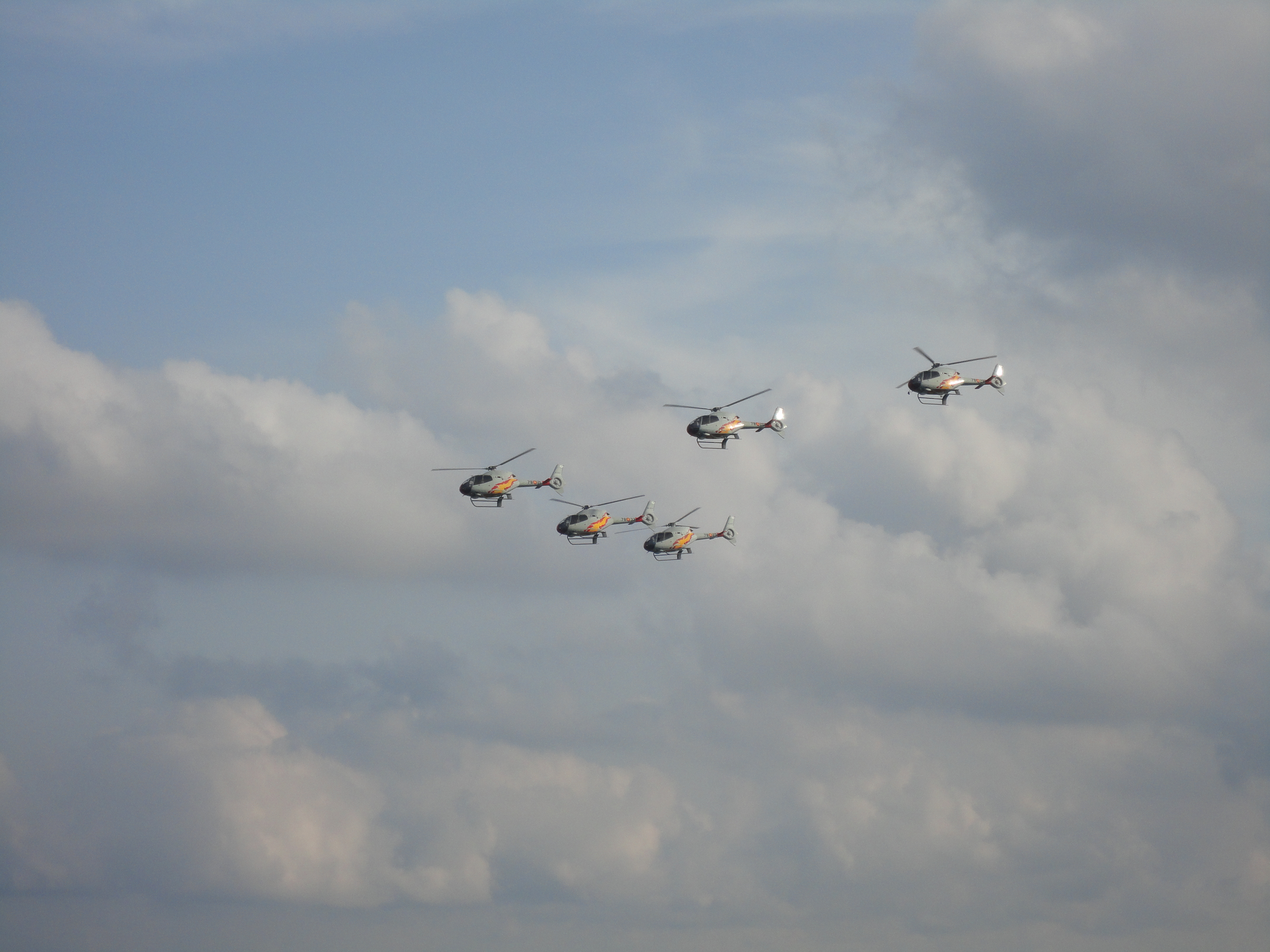
Patrulla Aspa.
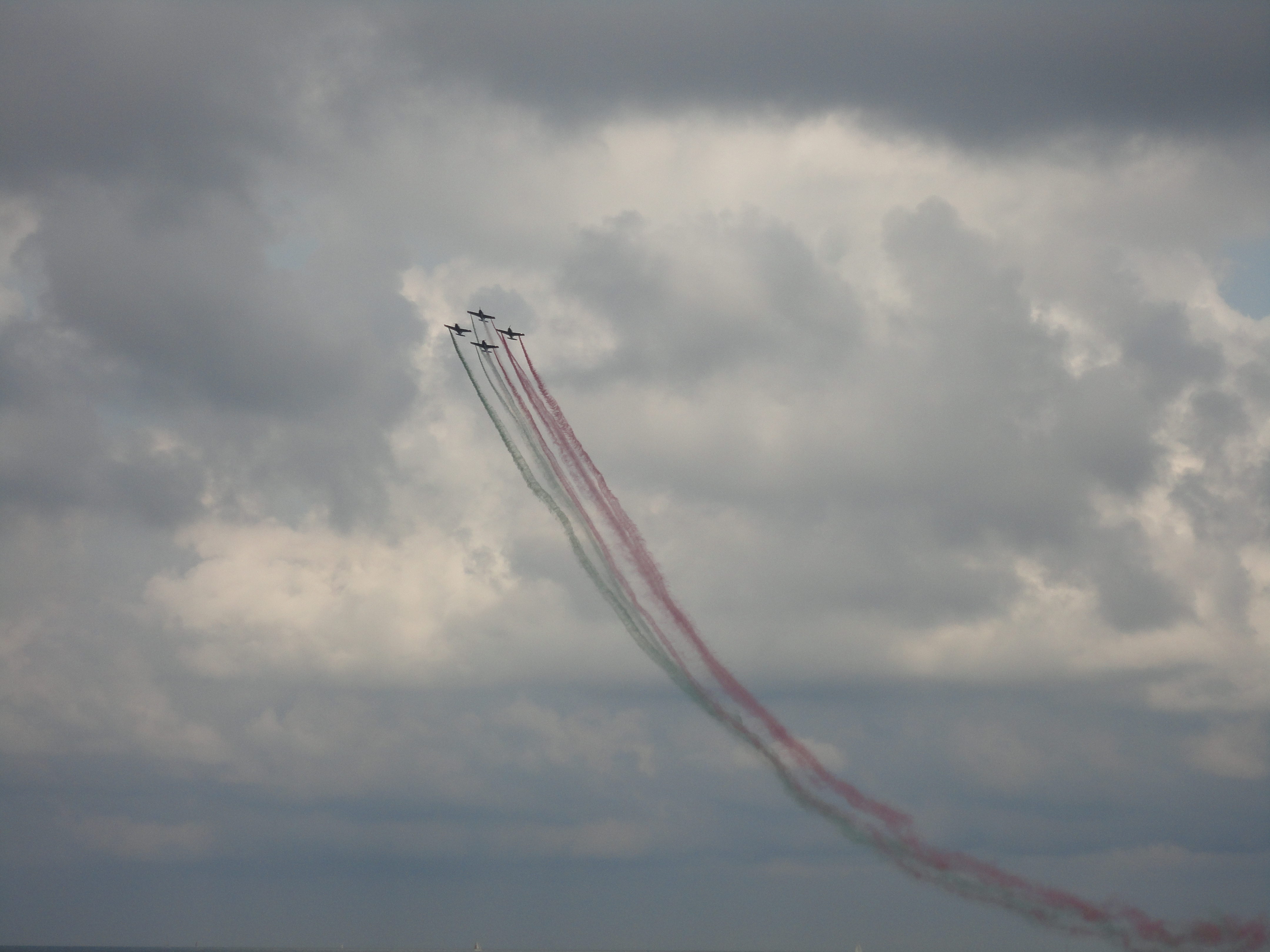
Pioneer Team.
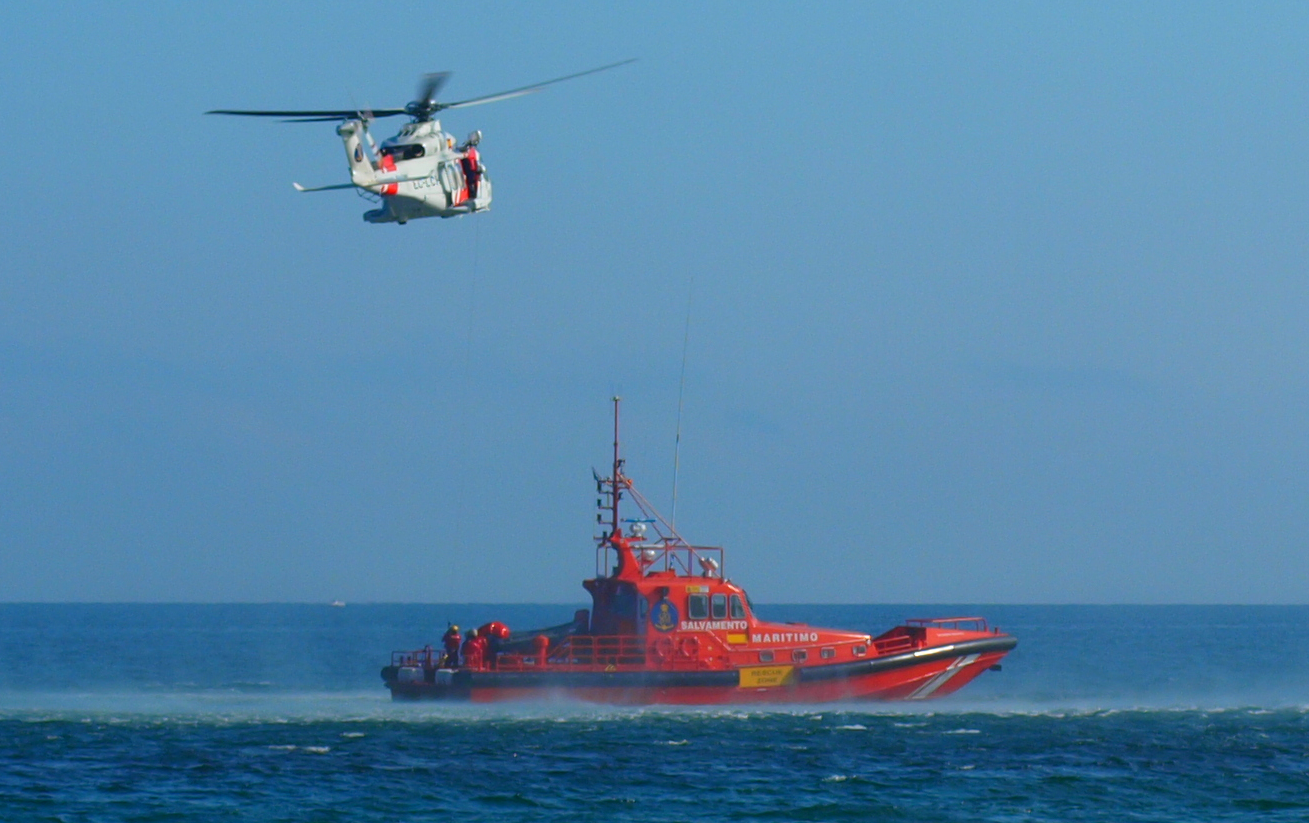
AgustaWestland AW139 y Salvamar Mintaka de Salvamento Marítimo.
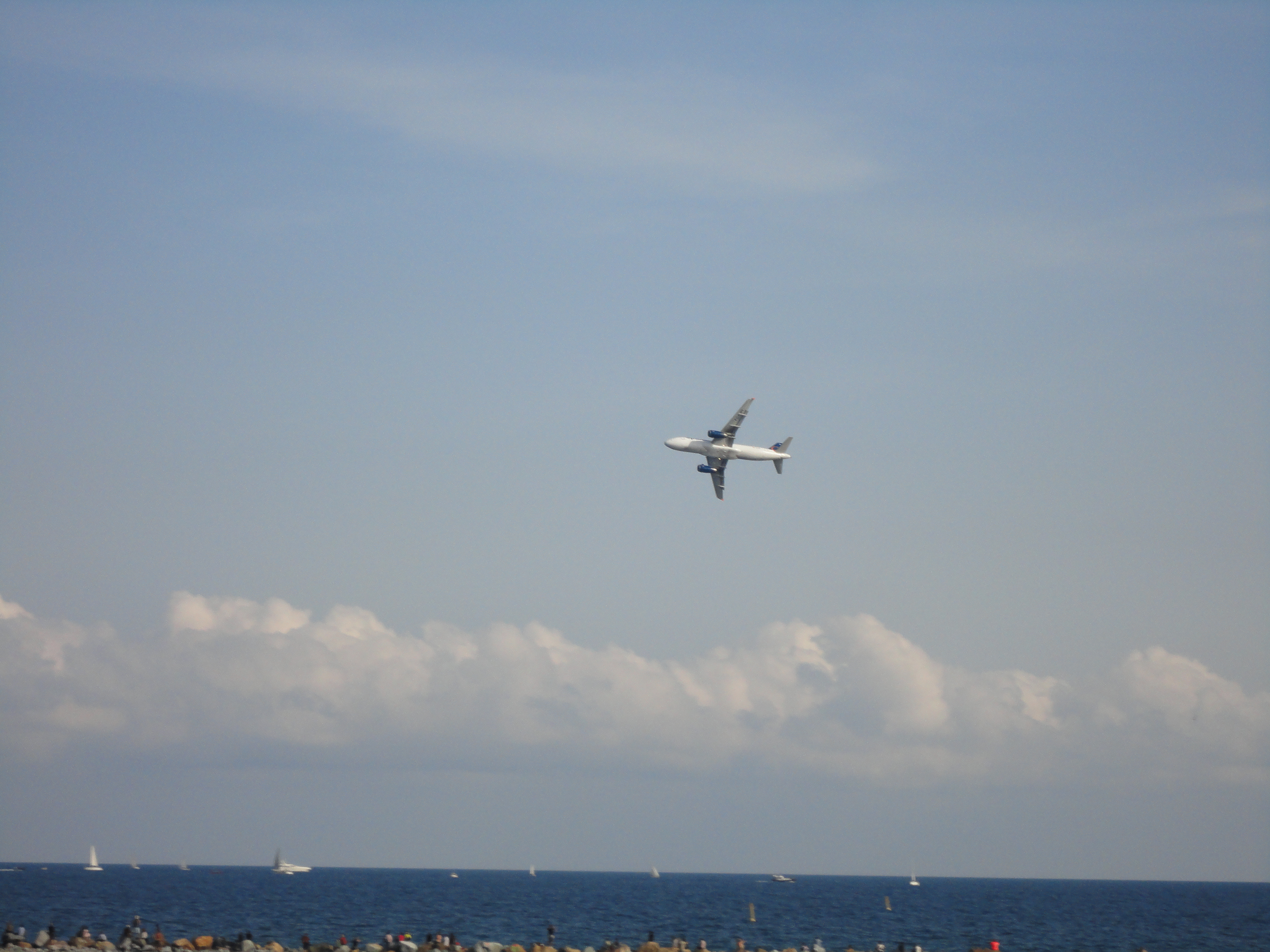
Airbus A320 de Spanair.
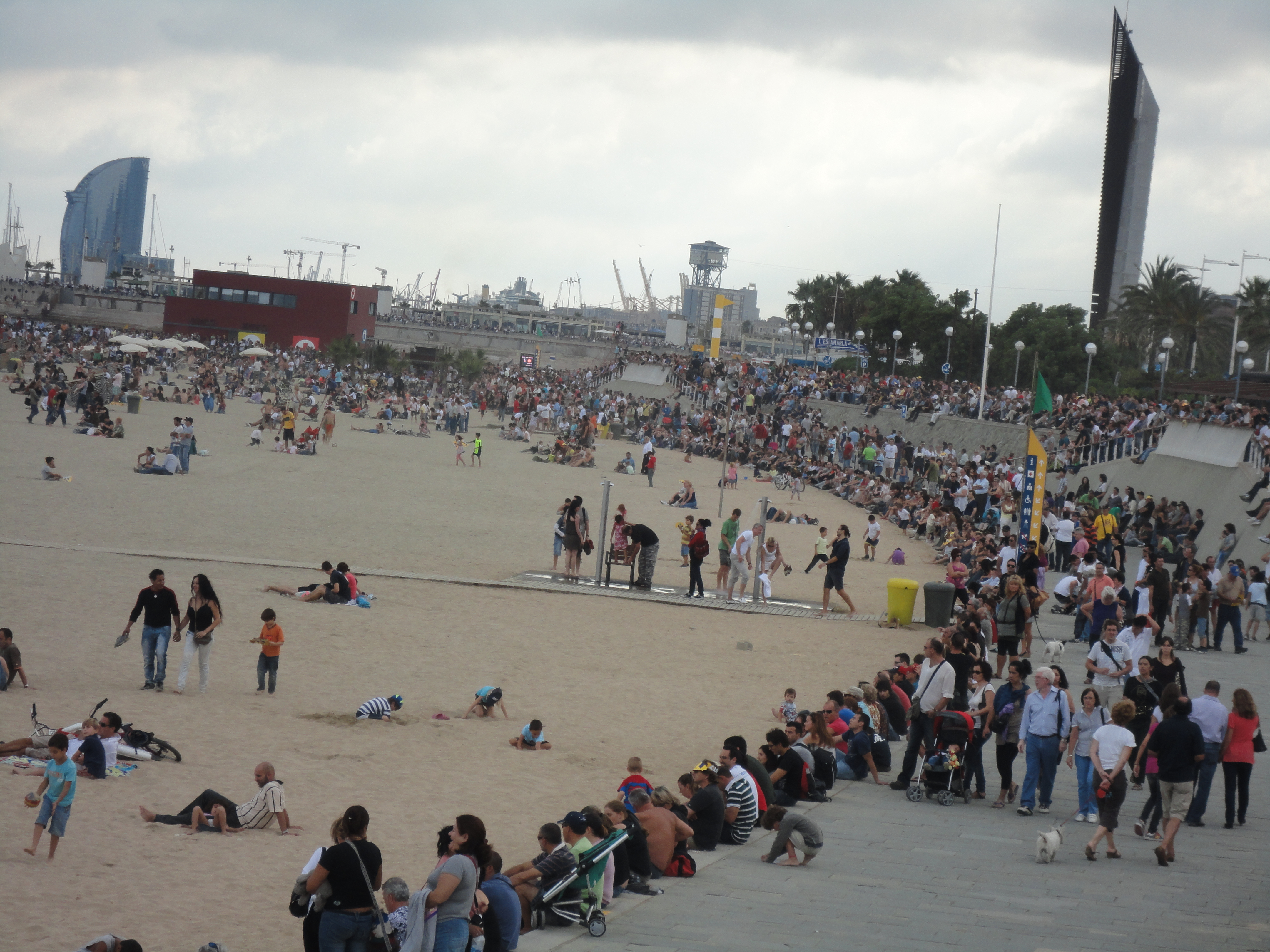
Público observando las acrobácias en la Playa de la Mar Bella.